# Arrest Oosthuizense spoorwegovergang

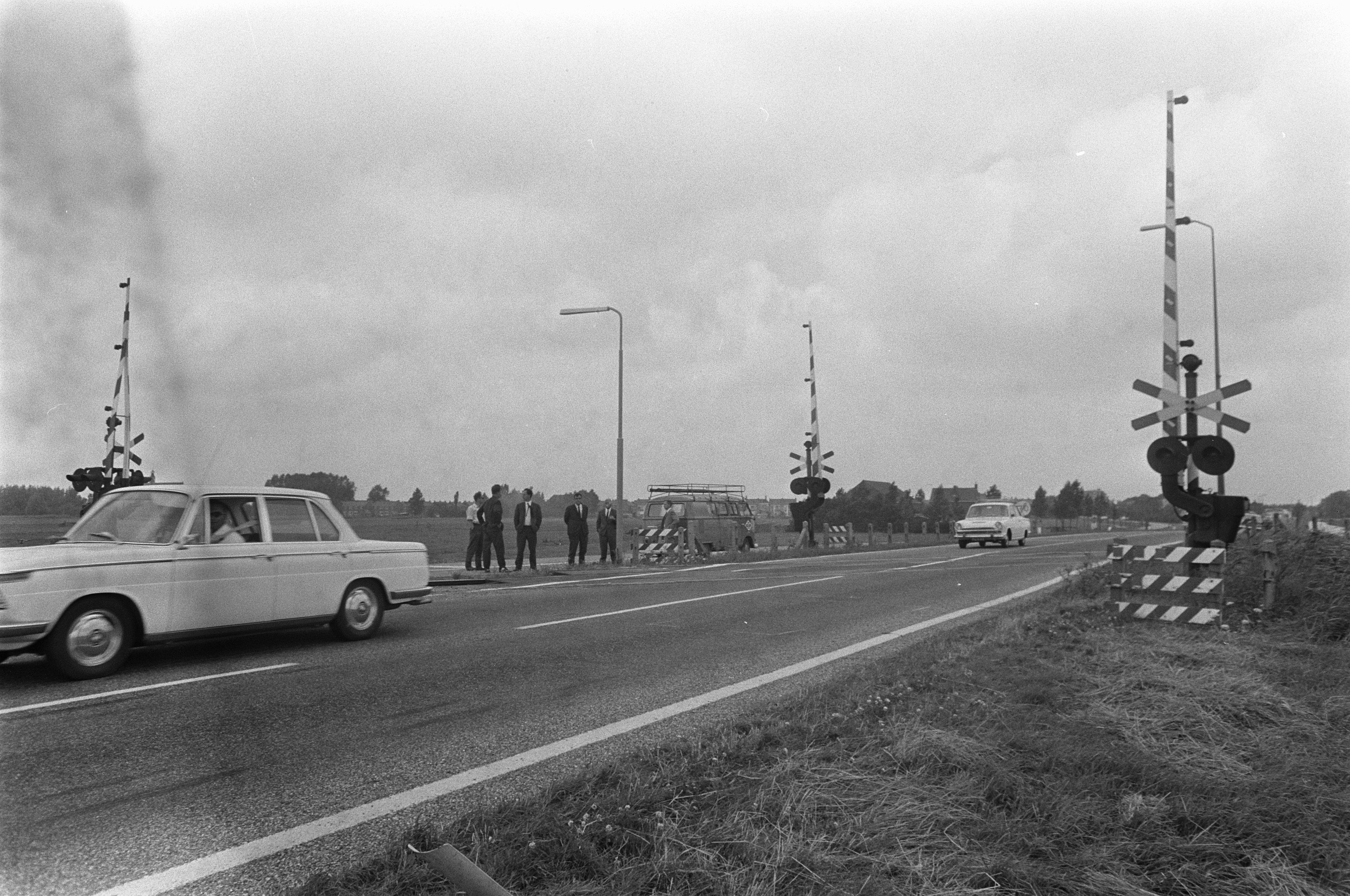
De spoorovergang bij Oosthuizen ten tijde van het ongeval.

Het arrest Oosthuizense spoorwegovergang (HR 24 april 1971, NJ 1972/82) is een arrest van de Nederlandse Hoge Raad dat betrekking heeft op schuld en causaliteit bij een ongeval in het verkeer.

## Casus

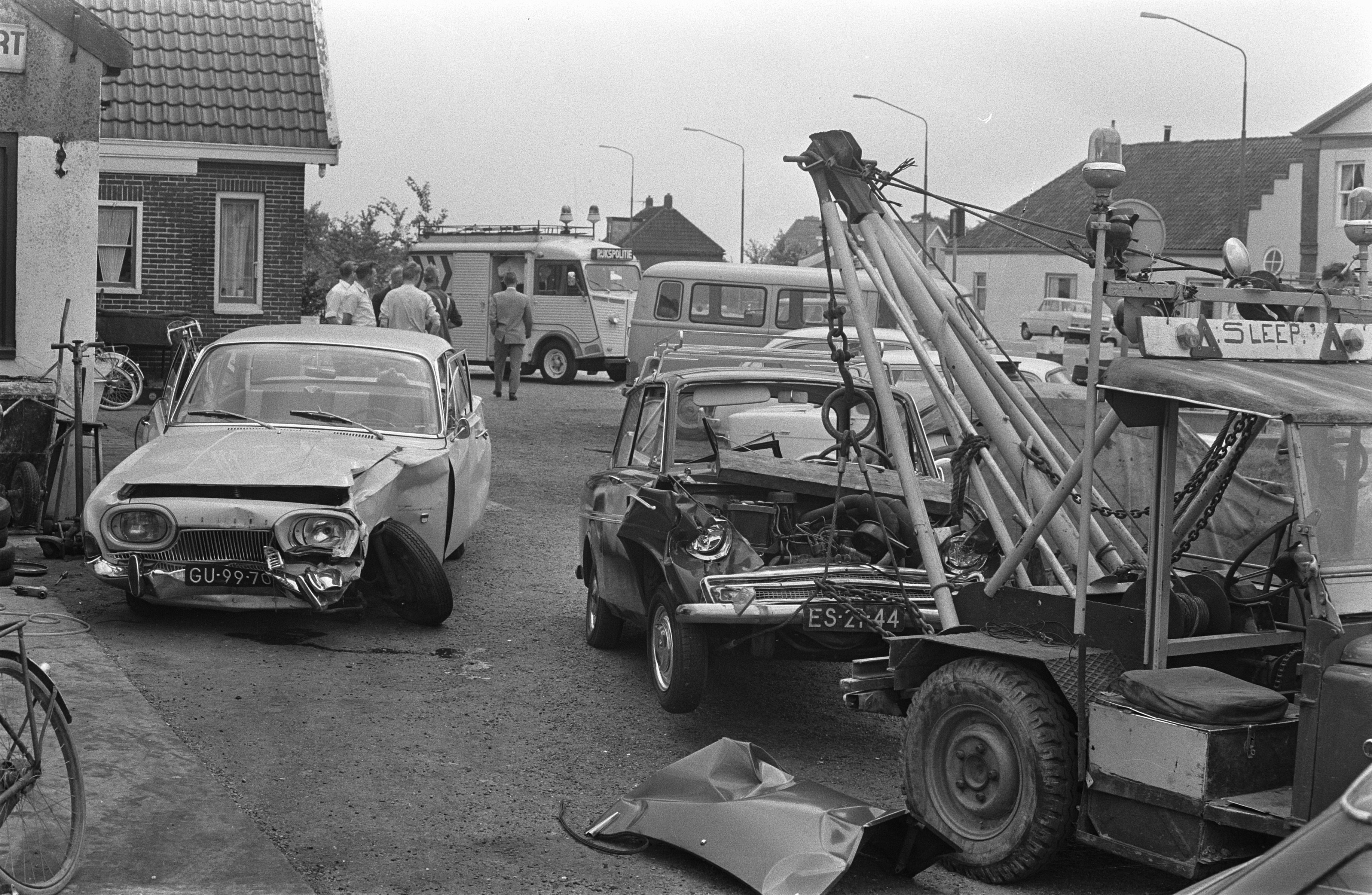
De betrokken auto's worden afgesleept.

Het ongeval heeft plaatsgevonden op zondag 20 juli 1969 omstreeks 10.55 uur op de spoorlijn Amsterdam-Enkhuizen, op de spoorwegovergang van Oosthuizen, een overweg met automatische halve overwegbomen. De auto van het slachtoffer, een Ford Taunus, was de tweede auto die voor de spoorwegovergang was gestopt. Hierachter naderde een rode DAF met hoge snelheid. De machinist van de personentrein, die van links naderde, vreesde een ongeluk en remde. De DAF botste met flinke snelheid op de Ford, die langs de eerste auto gedeeltelijk op de spoorbaan werd geduwd. De bestuurder van de Ford sprong eruit en liep in de consternatie om de voorzijde van de auto heen om zijn vrouw en dochter uit de auto te helpen. Hierbij is hij door de trein geraakt met zwaar lichamelijk letsel tot gevolg: een verbrijzelde rechtervoet, een gebroken bovenbeen (rechts) en een gebroken kuitbeen (links). Hierdoor heeft hij zijn beroep als slager geruime tijd niet uit kunnen oefenen. De voet is geamputeerd. De trein was iets voorbij de overweg tot stilstand gekomen.
Verdachte is vervolgd op basis van art. 36 WVW (oud) – thans artikel 6 WVW – omdat hem "grove onachtzaamheid, onvoorzichtigheid en onoplettendheid en mitsdien grove schuld" aan de botsing en de gevolgen daarvan, werd verweten. Hij verweerde zich met de stelling dat het letsel "eigen schuld" is van het slachtoffer, omdat deze ook anders had kunnen handelen, namelijk in de auto blijven zitten en/of de auto achteruitrijden.

## Rechtsvraag
De rechtsvraag betreft schuld en causaliteit. Het zwaar lichamelijk letsel is mede ontstaan door het gedrag van het slachtoffer na de botsing. Kan dit letsel worden aangemerkt als een gevolg van de botsing? (Ja.)

## Procesgang
Verdachte is in hoger beroep door het hof veroordeeld tot een geldboete van 500 gulden, en een ontzegging van de rijbevoegdheid voor een jaar. Het cassatieberoep is verworpen. De Hoge Raad heeft ambtshalve een correctie gepleegd in de aan het bewezenverklaarde gegeven kwalificatie.

### Hof
O. dat in het bestreden arrest is overwogen:

dat namens verdachte is aangevoerd dat het letsel van W.J. van Es niet aan verdachte’s schuld te wijten is omdat Van Es, die op de spoorbaan tijdig uit zijn auto is gestapt en zich in veiligheid had kunnen brengen, teneinde zijn vrouw en dochter uit de auto te halen op de spoorweg is gebleven totdat hij door de trein werd geraakt, hetgeen hoezeer met edel oogmerk toch onverplicht geschiedde;
dat het Hof dit betoog verwerpt omdat Van Es in de gegeven omstandigheden redelijkerwijs en menselijkerwijs niet anders kon handelen dan hij heeft gedaan zodat zijn gedrag en zijn letsel geheel als normaal uitvloeisel door de botsing van verdachte’s auto zijn veroorzaakt en aldus aan verdachte’s grove schuld te wijten zijn, waaraan niet afdoet dat wellicht achteraf kan worden vastgesteld dat de vrouw en de dochter van Van Es ongedeerd zouden zijn gebleven indien Van Es zich zelf tijdig in veiligheid had gesteld;

### Hoge Raad
De Hoge Raad gaat uit van een causaal verband, omdat hetgeen volgde op de botsing naar algemene ervaringsregelen redelijkerwijs was te voorzien. De Hoge Raad overwoog:

dat – indien al zou kunnen worden aangenomen dat W.J. van Es voldoende gelegenheid heeft gehad om zijn auto tijdig van de spoorbaan te rijden – in de reeks van gebeurtenissen volgend op de in de bewezenverklaring bedoelde botsing of aanrijding, waardoor, zoals uit de bewijsmiddelen kan worden afgeleid, de auto van W.J. van Es, waarin hij zich met vrouw en kind bevond, naar voren werd gedrukt en gedeeltelijk op de spoorbaan terechtkwam terwijl een trein op korte afstand naderde, de in de stelling vermelde gedragingen van meergenoemde van Es – welke, naar uit de bewijsmiddelen kan volgen, er mede toe hebben geleid dat deze door de trein werd geraakt en dientengevolge het in de bewezenverklaring omschreven letsel heeft bekomen – naar algemene ervaringsregels zijn te rekenen tot hetgeen als gevolg van een botsing of aanrijding, waardoor iemand in de schrikwekkende positie wordt gebracht als even omschreven, en dan ook als gevolg van req.s bovenomschreven hoogst onachtzame, onvoorzichtige, onoplettende wijze van rijden, redelijkerwijze is te voorzien;